# 槺榔 (桃園市)
槺榔，是臺灣桃園市新屋區的一個傳統地域名稱，位於該區中部偏西。相較於今日行政區，其範圍大致與槺榔里相近。

## 歷史
台灣清治末期至日治初期，槺榔地區為一街庄，稱為「槺榔庄」，隸屬於竹北二堡。該庄西邊及北邊西段與笨仔港庄為鄰，北邊東段及東北邊隔社子溪與下田心仔庄為鄰，東南邊為社仔庄、番婆坟庄，南邊為大坡庄。
1901年（日治明治三十四年）11月，全台廢縣廳改設二十廳，該庄隸屬於桃仔園廳。1903年（明治三十六年），改名桃園廳。1909年（明治四十二年）10月，合併二十廳為十二廳，該庄隸屬不變。1920年（大正九年），廢十二廳改設五州二廳，該庄改制為「槺榔」大字，隸屬於新竹州中壢郡新屋庄，大字下有「上糠榔」、「下糠榔」小字名。
戰後新屋庄改制為新屋鄉，隸屬於新竹縣，大字亦改制為村。1950年桃、竹、苗分治，新屋鄉改隸屬於桃園縣。2014年12月，桃園縣升格為直轄桃園市，新屋鄉改制為新屋區，村亦改制為里。

## 聚落
本地區發展較早的聚落有上槺榔、下槺榔、槺榔（槺榔山）等，在日治期初期的官方地圖上已有記載。此外，本地區尚有徐宅、謝宅、白鶴屋、桂竹林等聚落。

## 交通
省道台15線是關渡至香山的幹道，大致以縱向經過槺榔地區西北部邊界地帶，向北轉東北可前往崁頭厝、觀音、大園等地，向南轉西南可前往紅毛港、樹林子（坑子口地區北部）、貓兒錠、舊港等地，其中樹林子至貓兒錠南端鳳山溪橋路段與省道台61線（西部濱海快速公路）共線。
區道桃106線是笨港至老飯店的道路，也是本地區西部邊界地帶的縱向道路，其西北側端點位於本地區西部邊界的省道台15線路口。由此向南南東轉東南可前往大坡、十五間、笨員、上陰影窩的老飯店並止於市道115號路口。
區道桃91線是觀新橋至大莊埔的道路，也是本地區中部的縱向道路，大致以縱向轉東南經多次曲折後轉西南經過本地區。由該道路向北可前往黃屋、石牌嶺並止於新屋溪的觀新橋，向西南可前往大莊埔聚落並止於區道桃104線路口。
區道桃104線是蚵間海邊至甲頭屋的道路，也是本地區東南部的橫向道路，大致以西南西—東北東走向經過本地區東南部近邊界地帶。由該道路向西南西可前往大坡、後庄、蚵間、羊寮並止於桃園市、新竹縣交界處的洋寮港橋，向東北東可前往社子、東勢的甲頭屋並止於市道114號路口。